# Гарнье, Франсис
Франси́с Гарнье́, полное имя Мари́ Жозе́ф Франси́с Гарнье́ (фр. Marie Joseph François (Francis) Garnier; 25 июля 1839, Сент-Этьен, — 21 декабря 1873, Ханой) — французский исследователь, морской офицер, начальствовал Тонкинской экспедицией по Меконгу; брал Ханой в 1873 году; а также шпион.

## Биография
После службы в Бразилии и на Тихом океане был направлен в Китай.
В 1863 году вместе со своим другом чуть не погиб у Чёрного павильона, в верховьях Меконга. В 1866 году Дударом Лагре была организована Комиссия по исследованию Меконга, которую он и возглавил — основной целью которой было «установление границ древней Камбоджи в соответствии с традиционными сборниками и расположением основных развалин» — он напросился в неё, чем спас всё это дело. Дудар умер в 1868 году в Юньнане (Средний Китай), так и не дожив до конца экспедиции, Франсис Гарнье благополучно её завершил, а в 1873 году опубликовал результаты в работе «Путешествие исследователей в Индокитай».

## Творчество
Автор сочинений по истории Камбоджи и переводчик королевских хроник, собранных Дударом:
- «Путешествие исследователей в Индокитай»  (Voyage d’exploration en Indo-Chine, 1866—68, 1873).